# 青岛历史
青岛历史狭义上始于1891年清廷驻兵建置，1897年德国租借建设港口和铁路，青岛遂因“一港一路”而兴。广义上青岛市辖区范围内的人类活动可以追溯到旧石器时代，当时有有大量东夷父系氏族先民在此从事农耕生产活动。历代以胶州、即墨、高密几县为人口、经济重镇。
近代青岛，在德租时期完成了从偏远渔村到商贸城市的演变；日占时期又兴起了以纺织业为首的制造业，青岛遂又转型为工商业城市，城市化程度进一步提高。伴随青岛城市发展而兴起的交通、建筑、市政、电子通信、近代教育和科研等方面的建设均在中國占据重要地位。因德国将青岛按照西方城市模式构建，日本占领时期和移交中国后依旧沿此方向发展，使得青岛带有浓重的西洋色彩，且城市外来人口（包括外国人）比例大，外向度高，因而与其他同类城市相比，青岛的中国传统文化底蕴并不足够深。

## 远古
今青岛地区在数万年前的旧石器时代为气候温和的森林，有大量远古生物生息繁衍，今有大量生物化石出土。在距今约六千年前的新石器时代，有大量东夷父系氏族先民在此从事农耕生产活动，进而发展出狩猎、畜牧及海洋捕捞，创造了丰富多彩的大汶口文化、龙山文化和岳石文化。

## 先秦时期
今青岛地区在夏朝时，居民多为东夷族莱人（莱夷），属古青州。商朝为莱国领地，莱在今平度置棠邑。周灭商后封莒国，都于计（位于今胶州市），后迁都于莒，计为邑。西周时期分属莱、夷、莒、介等封国。春秋初期，系介、夷、莱等诸侯国属地：今即墨、胶州境内有介、夷诸国；今平度、莱西等地为莱国领地。春秋中期，前567年齐国灭莱国，今青岛地区多归齐国，北为即墨邑，南为琅玡邑属地。齐国为防备楚国和鲁国的侵犯，开始在其南部边境修筑千里长城，历时数百年，遗址今日尚存。战国时期，即墨成为齐国五都之一，是齐东的政治、经济、文化中心，工农业和商贸发达。琅琊为重要城邑，是主要海港，前476年齐吴两国在此海域发生中国史上的首次海战，齐国得胜；越国灭吴国后，一度迁都至此，使之成为越国的政治、经济、文化中心；楚国灭越国后，改属楚国。前284年，赵、韩、魏、燕、秦五国伐齐，攻破都城临淄；前279年，齐将田单于即墨以火牛阵打败燕军光复齐国。

## 秦朝时期
前221年，秦国灭齐国统一中国，今青岛地区分属胶东郡（都即墨，辖即墨、不其等县）和琅邪郡（治琅邪，辖琅邪、黔陬、计斤等县），秦末又析置胶西郡（治高密）。胶东郡属地基本为今胶东半岛的范围。琅邪郡为东部沿海的政治、经济、文化中心；秦始皇曾三次巡幸，修建琅琊台，派遣徐福东渡朝鲜、日本；秦二世也于前209年巡幸至此，同年陈胜吴广起义，齐地旧贵族起兵占领齐地。

## 汉朝时期
前206年4月，汉朝灭秦朝，今青岛地区分属胶东国、胶西郡和琅邪郡；5月，新封胶东王田市前往胶东就国，齐相田荣不满项羽分封而杀田市后，遂自立为齐王，后田横继任。前202年，发生田横五百士殉义事件。汉高祖废胶东国，复置胶东郡，治即墨，辖即墨、郁秩、卢乡、平度、下密等县。曾为胶东王的刘彻即位汉武帝，多次巡幸琅邪、不其（今城阳区），见明堂于女姑山，先后派人入海求仙。前181年，改置琅邪郡为琅邪国，文帝时废除。前128年，平度县改置平度侯国；前110年置皋虞侯国，同年再置祝兹侯国，前105年废除。前82年，今即墨境内置温水侯国，前72年废除。前70年，河南郡以东49郡国发生大地震，死六千余人，琅邪城郭、琅玡台、秦汉行宫、宗庙、港口全部毁坏；自此，琅邪衰败，郡治先后迁往今诸城、临沂。王莽新朝曾对辖地进行过一系列的“废并改”，后期爆发吕母起义和樊崇赤眉起义，新朝亡后全部恢复。张步在不其起兵反汉，今青岛地区全部成为其属地，后被击灭。不其侯伏完之女伏寿被册封为汉献帝刘协的皇后，后于214年因不满曹操专权被杀并导致伏氏被诛族，不其国废除。东汉末年，经学大师郑玄隐居不其山下，筑书院，讲学授业，门徒达千人。

## 三国南北朝时期
三国时期，今青岛地区属魏国青州管辖。胶州湾东部属东莱郡，西部属城阳郡（后析置平昌郡）。晋武帝置长广郡，公元296年城阳郡改置高密国，西晋亡后，相关诸国被废除。十六国时期，建置关系变化无常，大致属北青州和徐州管辖。公元468年，发生宋魏不其之战，北魏获胜，今青岛地区全部成为其属地。488年，王伯恭率万人在崂山起义，自封齐王，后被击灭。此间，青岛地区战乱不断，社会动荡，灾害频发，民不聊生，居民或举家南迁或被迫服役，致使人口下降，社会经济受到重创。

## 隋唐时期
公元583年，今青岛地区隶属胶州；585年，胶州改称密州。601年，今平度地区隶属的长广县改称胶水县，隶属莱州；607年，密州改称高密郡，今胶南地区属之。唐朝中期，今青岛地区政治稳定，经济较为发达。公元620年，琅玡县被撤销，并入诸城；623年撤销胶西县，并入高密县，置板桥镇，该镇商船往来频繁，有着与东亚、南亚、西亚等地区的广泛贸易，成为北方大港，也是朝廷对高句丽用兵的军需转运站，经济和军事地位都十分重要。758年，高密郡复名密州。其间，即墨等县均隶属莱州。朱溫奪權後，由于战乱政权更替频繁極多人死，板桥镇及其周边地区繁荣的社会经济趋于萧条。

## 宋朝时期
宋朝时，今青岛地区的经济又繁荣起来，对外贸易发展较快。1087年，复置胶西县兼临海郡，县治板桥镇。因宋辽对峙，登州莱州港封闭，板桥镇成为北方唯一海上对外联系的口岸，也是宋朝五大口岸之一，密州市舶司和临海军设置于此。板桥镇在对与高丽和日本的贸易往来和文化交流发挥了重大作用。其后宋金交恶，板桥镇的贸易受到威胁，经济趋弱。1142年，宋金协定设置海上贸易唯一的胶西榷场以互市互易，其下设置板桥镇、张仓镇等分榷场。1159年，金大兵犯宋，榷场停设，1164年恢复，1198年最终废弃。其间，金以胶西港为军港，训练水师，意欲从海路攻陷临安，但遭失败。宋朝时，即墨等县则均隶属莱州东莱郡；金朝则属莱州定海郡。

## 元明时期
公元1227年，胶州复立，治胶西县，辖胶西、高密、即墨三县。1265年，即墨县被撤，并入掖县、胶水县；1349年即墨县恢复。1280年，元世祖忽必烈下诏开凿胶莱运河，历时二年修通了这条世界最早的地峡运河。1368年，明太祖朱元璋设置在今青岛地区设置胶州、平度州。1372年，为防御倭寇，在今胶南沿海设立灵山卫，辖胶州所、夏河寨所、灵山卫本所。1374年，卫所官兵击退倭寇并追至琉球，有力打击了外来侵扰。1389年，撤销胶水县，改置平度州。1402年，在今即墨东部沿海设立鳌山卫，辖浮山所、雄崖所。1537年，朝廷疏浚胶莱运河，并开凿马濠运河，缩短了航程700余里，促进了航运和商贸发展。

## 清朝时期
清朝康熙年间发生了即墨黄培文字狱案，著名学者顾炎武受到牵连，最终黄培被杀，顾炎武无罪释放。1734至1735年，灵山卫和鳌山卫被裁撤，但今青岛诸多口岸因海防需要，仍为清军驻泊之地。1859年在青岛口设厘税局分局。1865年，清廷在今青岛地区设立9个东海关分关、分卡或代办处，监管进出港船舶和贸易税收等事物，青岛口街市逐步繁荣起来。1884年，中法战争爆发，法国欲侵占胶州湾，清廷急令口岸戒严调兵200人驻防青岛口，事后随即撤走。1891年，清政府决定在胶澳设防，在这里修建了供海军码头使用的木桥，即今日栈桥前海栈桥的前身。当年6月14日，清政府内阁颁发上谕，批准胶州设防，后被确定为青岛城市建置的开始。1892年，调登州总兵章高元率部移驻胶澳，建总兵衙门于青岛村。1894年，中日甲午战争爆发，章高元率部参战，胶澳防务停滞。1895年末，章高元回防胶澳，继续修建防务工程，并修通了通往胶州的大路，青岛口发展成为港口重镇和海防要地。1896年，俄国太平洋舰队借口越冬，驻泊胶州湾，试图建立海军基地，终未果。同年12月，德国正式向清廷要求租借胶州湾被拒。

## 德租时期
1897年11月14日，德国以巨野教案为借口，出兵在青岛登陆。1898年3月6日，德国政府强迫清政府签订中德《膠澳租界條約》租借胶澳及其周边地区99年，定名为大德胶澳保护领（Kiautschou, Deutsches Schutzgebiet，即胶州湾租借地），开放为自由港，此举成为西方列强在中国划分势力范围开创了先例。1899年10月12日，德皇令将在租界内新建的市区设保护领首府，命名为“青岛（Tsingtau）”。是年10月，中国划界委员于希杰、彭虞孙与德方勘界委员罗绅达订立潮平合同和边界合同，青岛作为一个城市正式诞生。德国人拆除原来的中国村落，斥巨资按照其城市规划新建了一个完全德式风格的现代化港口城市，奠定了当今青岛的城市格局和建筑风貌的基调。1904年，租借外围的胶州升为直隶州，直属山东布政司，辖高密、即墨二县；1913年，撤销胶州、设置胶县，撤销平度州、设置平度县，与即墨等县均属胶东道。辛亥革命后，前清王室贵族、旧臣高官迁居青岛，在租借地策划并实施了癸丑复辟和丁巳复辟，但均遭失败。
- 德租时期的胶澳总督旗
- 1899年的明信片：德国两艘军舰进驻胶澳
- 1899年的明信片：清政府割让胶澳予德国
- 明信片：德国胶澳总督府
- 1898年的明信片：青岛人的市井生活
- 1898年的明信片：“来自胶澳的问候”
- 明信片：青岛海滨
- 明信片：总督学校
- 德国人绘制的青岛地图（1902年）
- 德国人绘制的青岛地图（1912年）

## 第一次日据时期
1914年夏，日英联军对德国宣战，德国忙于第一次世界大战欧洲战场，无暇东顾。于是，联军乘势于11月7日出兵攻佔胶州湾租借地，其后日本通过《二十一条》取代德国对胶州湾地区（日本称）进行军事殖民统治，其势力范围承袭原租界条约规定的德租境域，并设置了隶属于天皇的守备军司令部。日本人有数万人移民来青岛定居，进行殖民活动。日本人不仅掌握了青岛的政权，还在青岛大力投资，还加强了对工业、商业、金融等方面的控制。同时，还通过与华商合办企业的形式进行投资活动，以青岛为据点，把经济掠夺的触角沿胶济铁路干线伸向山东腹地。日本不但掠夺青岛的自然资源，还对当地民族工商业从重征税，挤压排挤，甚而进行鸦片贩卖。日本还在青岛推行奴化教育，美化侵略。总之，日本侵略势力深入到青岛的政治、经济、文化各领域。当然，日本占据青岛时期工商业也得到发展，青岛开始成为中国重要的轻纺工业基地。1919年1月，巴黎和会承认日本在胶州湾地区的权益，引发五四运动，学生提出“誓死力争，还我青岛”的口号。

## 第一次中华民国时期
1922年2月4日的华盛顿会议上中日签订《解决山东悬案条约》，同年12月10日，中国正式收回胶澳租界地，设立胶澳商埠督办公署，市内区称为青岛市，直属北洋政府。是年，北洋政府明令规定，胶澳商埠的疆域，仍沿袭德国租借时之经纬度。1927年，裁撤道制，胶东道各县直属山东省。1929年4月20日，南京中央政府接管胶澳商埠，设青岛特别市(青岛比原来说的岛大很多)，直隶中央政府行政院管辖，成为抗战以前中華民国的五个院辖市之一。1930年，改称青岛市，建制不变。1935年7月，经青岛市政府和山东省政府会呈行政院核准，将即墨县崂山东部主要山脉全部划归青岛市管辖。

## 第二次日据时期
1938年1月10日，日本以1937年德县路事件为借口发海陆空三军第二次侵占青岛市，设立了傀儡机构—“青岛市治安维持会”，辖于华北中華民國臨時政府，后于1939年1月设立青岛特别市公署。1939年6月，为实施其“青岛大都市”计划，将即墨县、胶县划归青岛市，称为“大青岛市”。1940年，青岛市的全市周长为633千米，海岸线431千米，东西最宽130公里，南北最长90千米，陆域面积6052.39平方千米。

## 第二次中华民国时期
1945年9月，美军進駐青岛，国民政府接收青岛，仍为特别市，恢复了之前的境域（将即墨县、胶县划出）。1946年又将全市划分为台东、台西、市南、市北4个区和四沧、李村、崂东、崂西、夏庄、浮山、阴岛、薛家岛等八个乡区。1947年中華民國海軍官校遷至青島，成為中華民國海軍重要基地，年底全市陆海面积为1377平方千米。1949年6月2日，受國共內戰情勢影響，美軍撤離青島，國民政府第11綏靖區部隊奉命撤離。

## 中华人民共和国时期
1949年6月2日中国人民解放军攻占青岛市区，青岛降格成为地级市，归属山东省管辖，境域大幅缩小。原属青岛市的崂山及胶州湾北、西侧的陆地及岛屿分别划归即墨县、胶县和胶南县等管辖。1951年，崂山再度划入青岛市。1958年9月15日，胶南县、胶县、即墨县划归青岛市管辖；1961年5月23日再度划出；1978年12月23日，最终被划入。1983年8月30日，平度县和莱西县划归青岛市。1986年10月15日，国务院批准青岛市成为计划单列市，即赋予相当于省一级经济管理权限，并在青岛市进行经济体制综合改革试点。1990年12月，青岛市原市郊6县全部撤县建市（区），青岛成为全国第一个两级市城市群。1994年被列为全国15个副省级城市之一。
- 1984年5月4日，中共中央、国务院正式决定，青岛市全国成为14个沿海开放城市之一。
- 1984年10月，国务院批准设立国家级青岛经济技术开发区。
- 1992年11月，国务院批准设立国家级青岛高新技术产业开发区。
- 1992年11月19日，国务院批准设立国家级青岛保税区，1993年3月29日正式对外运营。
- 1993年6月27日，青岛市编委同意青岛经济技术开发区与黄岛区体制合一。
- 2003年3月10日，国务院批准设立国家级青岛出口加工区，同年12月8日通过验收，正式封关运作。
- 2003年8月，青岛中央商务区项目正式启动。2005年6月，控制性详细规划于经市政府批准。
- 2004年8月，国务院批准设立国家级青岛保税物流园区。2005年11月11日通过验收，正式开园运作。
- 2006年5月8日，国务院批准设立国家级青岛西海岸出口加工区。同年10月开工建设。2007年7月18日通过验收，实行“境内关外”政策，9月底正式封闭监管、开关运作。
- 2008年9月7日，国务院批准设立国家级青岛前湾保税港区，是为全国首家按照海关特殊监管区域“功能整合、政策叠加”要求，实现区（保税区）、园（保税物流园）、港（临近港口）整合升级发展的保税港区。2009年9月1日通过验收，正式封关运营。
- 2011年1月4日，国务院批准设立国家级山东半岛蓝色经济区，青岛市成为其核心区龙头城市。

### 重大事故
2013年11月22日，青岛發生输油管线爆燃事故，中國国务院调查组认定为严重责任事故，已控制中石化系统7人，全案名為“山东省青岛市‘11·22’中石化东黄输油管道泄漏爆炸特别重大事故”。這发生在青岛黄岛区的一起中国石化公司输油管道泄露、起火及爆燃的事故，造成62人死亡，136人受伤，事故三天後，國務院授权國家安全監管總局等七個國家與省級部分成立事故調查組，至翌年1月10日公布調查報告與懲處與問責詳情。

## 备注
1. ↑  大汶口文化和龙山文化典型的遗址为胶州三里河遗址
2. ↑  岳石文化典型的遗址为平度东岳石遗址
3. ↑  故称位于今平度古岘
4. ↑  “胶澳”一词为古汉语，即现在的“胶州湾”
5. ↑   註: